# Sean Penn

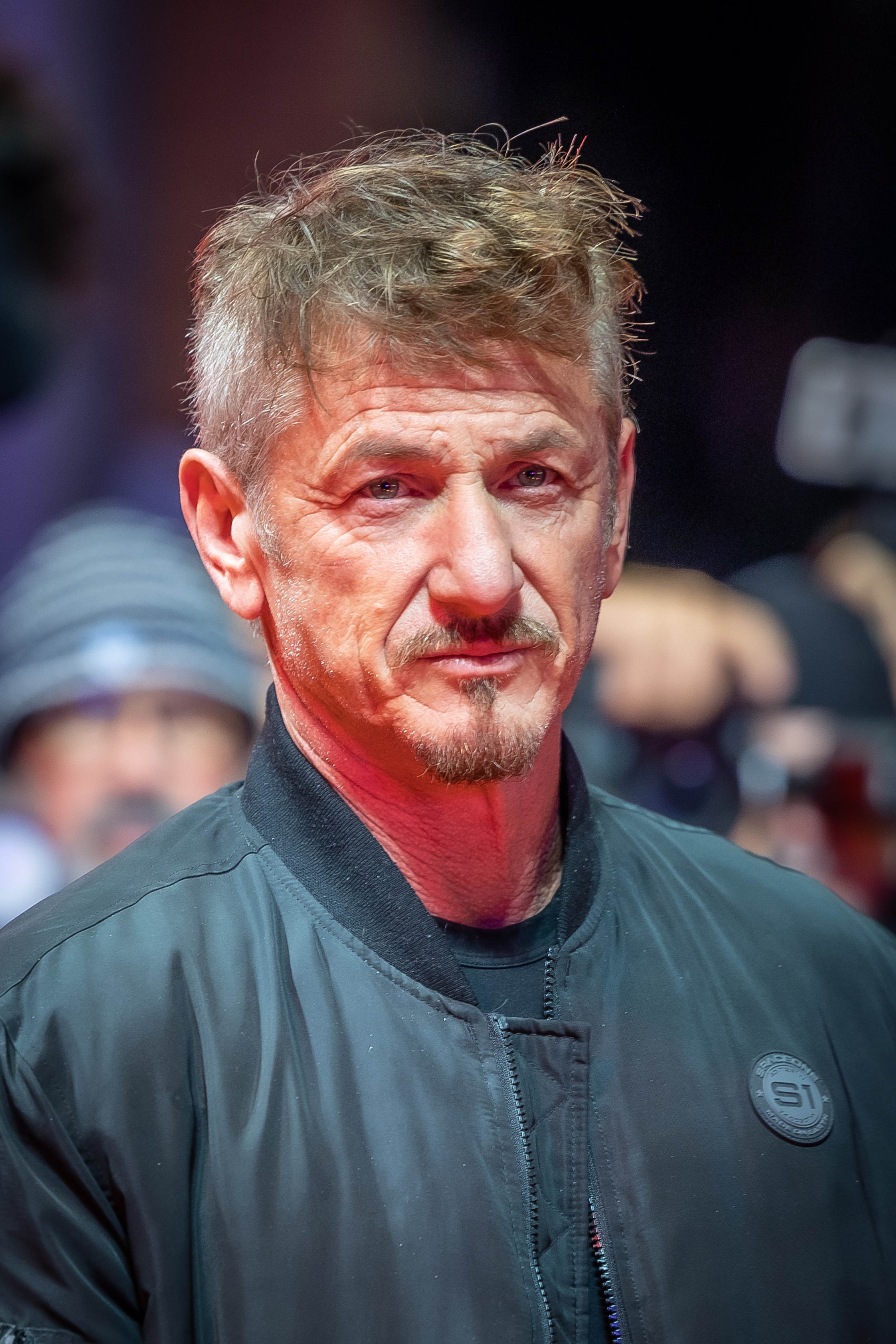
Sean Penn bei der Berlinale 2023

Sean Justin Penn [ʃɔːn pɛn] (* 17. August 1960 in Santa Monica, Kalifornien) ist ein US-amerikanischer Schauspieler, Filmregisseur, Drehbuchautor und Filmproduzent. Als Schauspieler wurde er zweimal mit einem Oscar als Bester Hauptdarsteller ausgezeichnet; weitere dreimal wurde er für diese Kategorie nominiert.

## Leben und Filmkarriere

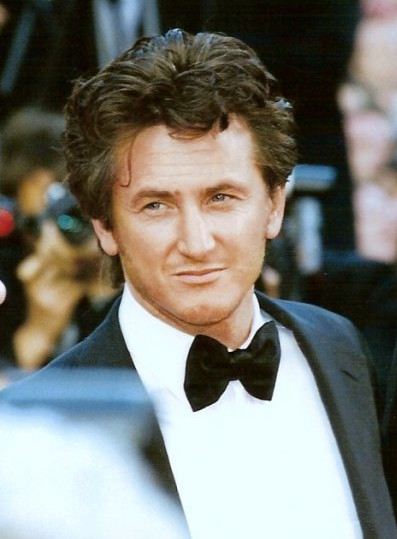
Penn auf dem Cannes Film Festival 1997

Sein Vater Leo Penn war Regisseur, seine Mutter Eileen Ryan Schauspielerin. Sein jüngerer Bruder Chris Penn war ebenfalls Schauspieler. Sein älterer Bruder Michael Penn ist Musiker.
Gemeinsam mit seinem Bruder Chris und seinen Freunden Charlie Sheen, Emilio Estevez (beides Söhne von Martin Sheen) und Rob Lowe drehte er in seiner Jugend Super-8-Kurzfilme. Nach der High School nahm er Schauspielunterricht und arbeitete nebenbei am Group Repertory Theatre in Los Angeles als Laufbursche und Assistent.
Sein Debüt am Broadway gab er in dem Stück Heartland. Bei seinem ersten Kinofilm Die Kadetten von Bunker Hill stand er 1981 an der Seite von Tom Cruise vor der Kamera. Wegen seines Perfektionismus und der akribischen Vorbereitung auf seine Rollen wurde er (in Anlehnung an Robert De Niro als einen der bekanntesten Vertreter des Method Acting) auch als „Sean De Niro“ bezeichnet.
Erste Erfolge erlebte er mit der Highschool-Komödie Ich glaub’, ich steh’ im Wald sowie mit Dennis Hoppers sozialkritischem Polizeifilm Colors – Farben der Gewalt. Der Durchbruch gelang ihm mit Carlito’s Way, für den er eine Golden-Globe-Nominierung erhielt, sowie mit Dead Man Walking – Sein letzter Gang von Tim Robbins, einem Appell gegen die Todesstrafe, der ihm eine Oscar-Nominierung einbrachte. 1999 und 2001 war er für seine Hauptrollen in Woody Allens Komödie Sweet and Lowdown und in dem Behindertendrama Ich bin Sam von Nick Cassavetes jeweils für einen Oscar nominiert.
Auch als Regisseur machte sich Penn einen Namen. 2000 verfilmte er den Dürrenmatt-Roman Das Versprechen (The Pledge) mit Jack Nicholson, 2007 die Reportage Into the Wild von Jon Krakauer. Nach den Terroranschlägen vom 11. September 2001 drehte er mit zehn anderen Regisseuren Beiträge für den Episodenfilm 11′09″01 – September 11. Für seine Schilderung der persönlichen Tragödie eines alleinstehenden alten Mannes (dargestellt vom damals 84-jährigen Ernest Borgnine), die den Anschlägen gegenübergestellt ist, wurde er heftig kritisiert.
Penn gilt als Kritiker Hollywoods und als öffentlichkeitsscheu. Viele Jahre blieb er aus Protest gegen die Filmindustrie den Oscarverleihungen fern. Als er 2004 für Mystic River seine vierte Nominierung erhielt, zeigte er sich versöhnlich und erschien auf Wunsch seines Freundes Clint Eastwood zu den Feierlichkeiten. Entgegen den allgemeinen Erwartungen erhielt er den Oscar für den besten Hauptdarsteller und zeigte sich sichtlich gerührt.
Im Mai 2008 war er Jurypräsident bei den 61. Filmfestspielen von Cannes. Im folgenden Jahr erhielt er für sein Porträt des Harvey Milk in Gus Van Sants Filmbiografie Milk seinen zweiten Oscar als Bester Hauptdarsteller.
Nach der Heirat mit der Popsängerin Madonna im Jahr 1985 stand Penn verstärkt im Licht der Öffentlichkeit. Insbesondere zu Paparazzi entwickelte er ein angespanntes Verhältnis, beispielsweise griff er einen Paparazzo an und hielt einen anderen aus dem Fenster eines Hotels. Madonna widmete ihm ihr Album True Blue. 1987 kam er nach einer Schlägerei und rücksichtsloser Fahrweise für 60 Tage ins Gefängnis. Sein dortiger Zellennachbar war der später zum Tode verurteilte Serienmörder Richard Ramírez. Seine Ehe mit Madonna wurde 1989 wieder geschieden. Von 1996 bis 2010 war er mit der Schauspielerin Robin Wright verheiratet, mit der er zwei Kinder hat. Seine Tochter Dylan ist Model und Schauspielerin. Sein Sohn Hopper Jack wurde nach Dennis Hopper und Jack Nicholson benannt.

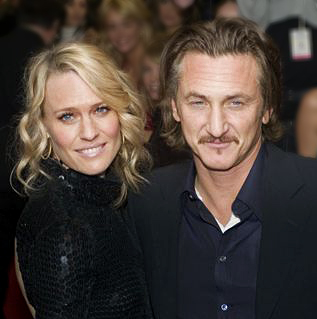
Robin Wright und Sean Penn (2006)

Penn war ein enger Freund des Autors und Dichters Charles Bukowski, bei dessen Beisetzung (1994) er zu den Sargträgern gehörte.
Von Dezember 2013 bis Juni 2015 war Penn mit der südafrikanischen Schauspielerin Charlize Theron liiert.
Negativschlagzeilen machte Penn mit einer Äußerung bei der Oscarverleihung 2015, bei der Verkündung des Gewinners der Auszeichnung für den besten Film, die an Birdman ging, scherzte Penn kurz zuvor; „Who gave this son of a bitch his green card?“. Diese Worte richtete Penn indirekt an den Regisseur des Filmes, Alejandro González Iñárritu, der aus Mexiko stammt. Iñárritu hat diesen Satz als Scherz verstanden, trotzdem wurde Penn scharf kritisiert. Viele empfanden den Scherz als rassistisch gegen Latinos. Penn entschuldigte sich für den Satz nicht, stattdessen verteidigte er seine Äußerung als Ironie und bezeichnete seine Kritiker als „schreiend dumm“.
Im Oktober 2015 traf Sean Penn zusammen mit der mexikanischen Schauspielerin Kate del Castillo, die das Treffen initiiert haben soll, den Anführer des Sinaloa-Kartells, Joaquín „El Chapo“ Guzmán, im mexikanischen Dschungel für ein Interview. Guzmán war im Juli 2015 aus einem mexikanischen Gefängnis geflohen und wurde weltweit gesucht. Für das Interview wurde Penn vor allem in den Vereinigten Staaten scharf kritisiert. Im Januar 2016 wurde Guzmán verhaftet.
2016 erhielt Penn für The Last Face seine zweite Einladung in den Wettbewerb der 66. Internationalen Filmfestspiele von Cannes als Regisseur. Fünf Jahre später folgte eine dritte Einladung nach Cannes für seine Regiearbeit Flag Day (2021). In diesem Familiendrama spielte er selbst die männliche Hauptrolle, einen berüchtigten US-amerikanischen Fälscher, und seine Tochter Dylan seine Filmtochter.
Im Juli 2020 heiratete Penn seine australische Schauspielkollegin Leila George, die am 15. Oktober 2021 die Scheidung einreichte.

## Deutsche Synchronstimme
Zu Beginn seiner Filmkarriere hatte Penn keine feste Synchronstimme, er wurde unter anderem von Joachim Tennstedt, Michael Nowka oder Oliver Stritzel synchronisiert. Seit 1997 wird Penn beinahe ausnahmslos von Tobias Meister synchronisiert, welcher ihm bereits 1988 erstmalig seine Stimme lieh.

## Gesellschaftliches Engagement
Penn engagierte sich, unter anderem wegen der Irak-Invasion (Dritter Golfkrieg) und der Kriegsdrohungen gegen den Iran, gegen die Bush-Regierung. Er ist Mitglied von „Not in our Name“ (NION), einer Gemeinschaftsbewegung kultureller Größen, die sich gegen Krieg und Repressalien ausspricht.
Er ist Mitglied des Beraterstabes und Unterstützer der Meeresschutzorganisation Sea Shepherd, die sich unter anderem gegen Wal-, Hai- und Robbenjagd einsetzt.
Anfang 2011 wurde Penn von Hugo Chávez, dem Präsidenten Venezuelas, als möglicher US-Botschafter in dem südamerikanischen Land vorgeschlagen. Chávez bezeichnete Penn als „Freund“.
Nach dem Erdbeben in Haiti 2010 gründete Penn die Hilfsorganisation JP/HRO, die er später in CORE (Community Organized Relief Effort) umbenannte. Auf dem Gelände eines ehemaligen Golfplatzes unterhält er mit seiner Hilfsorganisation ein Flüchtlingslager, auf dem sich zeitweise 55.000 Bewohner aufhalten. Für dieses Engagement wurde er im April 2012 mit dem Peace Summit Award des World Summit of Nobel Peace Laureates ausgezeichnet.

### Engagement für die Ukraine
Im November 2021 reiste Penn mit einem Aufnahmeteam nach Kiew. Er beabsichtige, einen Dokumentarfilm über den Werdegang des ukrainischen Präsidenten Wolodymyr Selenskyj zu drehen: vom Komiker über einen Schauspieler, der einen aufgrund mehrerer Zufälle zum Staatspräsidenten gewählten Lehrer darstellt und schließlich auch im realen Leben Präsident wird. Der Termin für das Interview mit Selenskyj wurde wiederholt verschoben und schließlich auf den 24. Februar 2022 festgelegt, den Tag, an dem russische Truppen die Ukraine überfielen. Das Interview fand tatsächlich an diesem Tag in einem Bunker statt. Penn und sein Team bekamen auch Gelegenheit, Selenskyj und Mitglieder der ukrainischen Regierung in den ersten Tagen nach der Eskalation des bereits acht Jahre dauernden Kriegs zu begleiten. Anfang März 2022 verließen Penn und sein Filmteam die Ukraine in Richtung Polen.
Im September 2022 wurde Penn durch Russland mit einem Einreiseverbot belegt. Am 8. November 2022 gab Penn dem ukrainischen Präsidenten einen seiner Oscars, um seine Unterstützung zu bekräftigen. Er sagte, er wolle die Statue erst zurückhaben, wenn die russischen Invasoren besiegt seien. Die Dokumentation trägt den Titel „Superpower“ und hatte 2023 auf der Berlinale Premiere.

## Filmografie

### Als Darsteller
- 1974: Unsere kleine Farm (Little House on the Prairie, Fernsehserie, Folge Eine Glocke für Walnut Grove)
- 1979: Barnaby Jones (Fernsehserie)
- 1981: Hellingers Gesetz (Hellinger’s Law, Fernsehfilm)
- 1981: Randys Tod (The Killing of Randy Webster, Fernsehfilm)
- 1981: Die Kadetten von Bunker Hill (Taps)
- 1982: Ich glaub’, ich steh’ im Wald (Fast Times at Ridgemont High)
- 1983: Summerspell (Biografie)
- 1983: Bad Boys – Klein und gefährlich (Bad Boys)
- 1984: Crackers – Fünf Gauner machen Bruch (Crackers)
- 1984: Die Zeit verrinnt, die Navy ruft (Racing with the Moon)
- 1985: Der Falke und der Schneemann (The Falcon and the Snowman)
- 1986: Auf kurze Distanz (At Close Range)
- 1986: Shanghai Surprise
- 1988: Cool Blue
- 1988: Colors – Farben der Gewalt (Colors)
- 1988: Ein Richter für Berlin (Judgment in Berlin)
- 1989: Die Verdammten des Krieges (Casualties of War)
- 1989: Wir sind keine Engel (We’re No Angels)
- 1990: Im Vorhof der Hölle (State of Grace)
- 1992: Cruise Control (Kurzfilm)
- 1993: Carlito’s Way
- 1995: Dead Man Walking – Sein letzter Gang (Dead Man Walking)
- 1997: Mißbrauchte Liebe (Loved)
- 1997: Alles aus Liebe (She’s So Lovely)
- 1997: U-Turn – Kein Weg zurück (U-Turn)
- 1997: The Game – Das Geschenk seines Lebens (The Game)
- 1997: Ellen (Fernsehserie)
- 1997: Hugo Pool / Pool Girl
- 1998: Hurlyburly
- 1998: Der schmale Grat (The Thin Red Line)
- 1999: Being John Malkovich
- 1999: Sweet and Lowdown
- 2000: Die Villa (Up at the Villa)
- 2000: Bevor es Nacht wird (Before Night Falls)
- 2000: Das Gewicht des Wassers (The Weight of Water)
- 2000: The Beaver Trilogy (Dokumentarfilm)
- 2001: Friends (Fernsehserie, 2 Folgen)
- 2001: Ich bin Sam (I am Sam)
- 2003: It’s All About Love
- 2003: Pauly Shore is Dead
- 2003: Mystic River
- 2003: 21 Gramm (21 Grams)
- 2004: Viva la Bam (Fernsehserie, Folge 3x03)
- 2004: Attentat auf Richard Nixon (The Assassination of Richard Nixon)
- 2004: Two and a Half Men (Fernsehserie, Folge 2x01)
- 2005: Die Dolmetscherin (The Interpreter)
- 2006: Das Spiel der Macht (All The King’s Men)
- 2007: Persepolis (Stimme)
- 2008: Inside Hollywood (What Just Happened?)
- 2008: Milk
- 2010: Fair Game – Nichts ist gefährlicher als die Wahrheit (Fair Game)
- 2011: The Tree of Life
- 2011: Cheyenne – This Must Be the Place (This Must Be the Place)
- 2013: Gangster Squad
- 2013: Das erstaunliche Leben des Walter Mitty (The Secret Life of Walter Mitty)
- 2015: The Gunman
- 2018: The First (Fernsehserie, 8 Folgen)
- 2019: The Professor and the Madman
- 2021: Flag Day
- 2021: Licorice Pizza
- 2022: Gaslit (Fernsehserie)
- 2023: Asphalt City
- 2023: Daddio – Eine Nacht in New York (Daddio)

### Als Regisseur
- 1991: Indian Runner (The Indian Runner)
- 1995: Crossing Guard – Es geschah auf offener Straße (The Crossing Guard)
- 2001: Das Versprechen (The Pledge)
- 2002: The Barry Williams Show (Musikvideo zu dem Lied von Peter Gabriel)
- 2002: 111′09″01 – September 11 (Episode – Teil USA)
- 2007: Into the Wild
- 2016: The Last Face
- 2021: Flag Day
- 2023: Superpower (Dokumentation)

### Als Drehbuchautor
- 1991: Indian Runner (The Indian Runner)
- 1995: Crossing Guard – Es geschah auf offener Straße (The Crossing Guard)
- 2002: 111′09″01 – September 11 (Episode – Teil USA)
- 2007: Into the Wild
- 2015: The Gunman

### Als Filmproduzent
- 1995: Crossing Guard – Es geschah auf offener Straße (The Crossing Guard)
- 1997: Mißbrauchte Liebe (Loved)
- 2001: Das Versprechen (The Pledge)
- 2007: Into the Wild
- 2015: The Gunman
- 2023: Asphalt City
- 2024: September 5

## Auszeichnungen

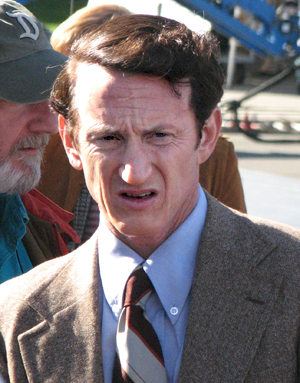
Sean Penn während der Dreharbeiten zu Milk, 2008

### Academy Awards (Oscar)
Auszeichnungen
- 2004: Bester Hauptdarsteller (Mystic River)
- 2009: Bester Hauptdarsteller (Milk)

Nominierungen
- 1996: als bester Hauptdarsteller (Dead Man Walking)
- 2000: als bester Hauptdarsteller (Sweet and Lowdown)
- 2002: als bester Hauptdarsteller (Ich bin Sam)

### Golden Globe
Auszeichnung
- 2004: Bester Schauspieler in Mystic River

Nominierungen
- 1994: für die beste männliche Nebenrolle in Carlito’s Way
- 2009: als bester Hauptdarsteller in Milk

### Berlinale
- 1996: Silberner Bär der Berlinale 1996 für Dead Man Walking
- 2001: nominiert für den Goldenen Bären für Das Versprechen

### Internationale Filmfestspiele von Cannes
- 1997: Darstellerpreis für Alles aus Liebe bei den Internationalen Filmfestspielen von Cannes 1997

### Internationale Filmfestspiele von Venedig
- 1998: Coppa Volpi der Internationalen Filmfestspiele von Venedig 1998 für Hurlyburly
- 2003: Coppa Volpi der Internationalen Filmfestspiele von Venedig 2003 für 21 Gramm

### César
- 2015: César, Ehrenpreis für sein Lebenswerk

### Zurich Film Festival
- 2011: Golden Icon Award des Zurich Film Festivals für sein Lebenswerk

### Chlotrudis Award
- 1996: Chlotrudis Award bester Schauspieler in Dead Man Walking
- 2001: nominiert als bester Schauspieler in Sweet and Lowdown

### Producers Guild of America Awards
Bei den Producers Guild of America Awards 2010 wurde Penn als erste Person mit dem Stanley-Kramer-Award ausgezeichnet.

### Goldene Himbeere
Bei all den positiven Auszeichnungen war Penn 1987 auch für die Goldene Himbeere nominiert, als schlechtester männlicher Hauptdarsteller in Shanghai Surprise. Er belegte schlussendlich den vierten Platz.